# Anthony Coucheron
Anthony Coucheron, også omtalt som Anton Coucheron eller Anthony Willemsen (født ca. 1650, sandsynligvis i Holland, død 14. marts 1689 på Akershus) var en dansk-norsk ingeniørofficer. 
Coucheron arbejdede som værkbas i Frederikstad i 1665 og var assistent for sin far Willem Coucheron i 1666. Faderen var en nederlandsk generalkvartermester, som påbegyndte arbejdet med befæstningen af Frederikstad i 1663. Samtidig arbejdede han med anlæggelsen af det, som senere blev Frederikssten fæstning i Halden. 
I 1673 blev Anthony Coucheron sendt som løjtnant til Kongsvinger og Elverum for at udarbejde nogle tegninger i forbindelse med allerede projekterede fæstningsanlæg. Han ledte bygningen af disse i nogle år. Coucheron er omtalt som kaptajnløjtnant på Akershus i 1674, i marts samme år blev han udnævnt til kaptajn. I juli samme år blev han udnævnt til generalkvartermester-løjtnant i Danmark. Han efterfulgte sin far som generalkvartermester i Norge i 1680 og blev udnævnt til kommandant på Christiansø, nok i 1681 og oberst trolig i oktober samme år. De sidste år af sit liv var han kommandant på Akershus.
Anthony Coucheron fik i opdrag at planlægge og udføre flere betydelige fæstningsværker både i Danmark og i Norge. Hans arbejder var på linje med de mest moderne i samtiden og repræsenterer desuden nytænkning, blandt andet med hans bidrag til udviklingen af brandsikre tårnfæstninger. 
Sammen med Johan Caspar de Cicignon regulerede Coucheron Trondhjem efter bybranden i 1681 og ledede bygningen af Kristiansten fæstning. Ud over arbejdet på fæstningsanlæggene i Trondheim, Kongsvinger og Elverum, arbejdede han med dele af Akershus fæstning og planer over Frederikstad.
I Danmark arbejdede Coucheron med befæstning af Christiansø, Ertholmene ved Bornholm (påbegyndt i 1684) og Fladstrand i Frederikshavn (1687). I samråd med kommandanten Jacob Geveke udarbejdede han forslag til ny befæstning af Kronborg (1686-1688) 